# Niccolò Gallo
(Michele Rago, "Niccolò Gallo, intellettuale comunista", l'Unità, 7 settembre 1971)
Niccolò Gallo (Roma, 1912 – Orbetello, 4 settembre 1971) è stato un critico letterario e curatore editoriale italiano, lavorando alla Arnoldo Mondadori Editore dal 1959 alla morte.

## Biografia
Nipote del quasi omonimo ministro agrigentino Nicolò Gallo e figlio di un parlamentare, nel secondo dopoguerra diresse la collana di autori italiani "Il Castelletto" della casa editrice pisana Nistri-Lischi, scoprendo autori come Carlo Cassola e Giorgio Bassani. 
Nel 1957 si conclude la sua carriera di critico letterario militante, per dedicarsi a tempo pieno all'editoria.
Dal 1962 al 1965 diresse la collana "Il tornasole" della Mondadori insieme a Vittorio Sereni.
Sempre nel 1962 fu tra i fondatori della rivista Questo e altro insieme a Dante Isella, Geno Pampaloni e Vittorio Sereni.
Il poeta Vittorio Sereni gli dedicò il volumetto delle Tre poesie per Niccolò Gallo (edizioni Galleria Pananti, Firenze, 1977), ovvero Toronto sabato sera, Niccolò e Verano e solstizio, poi confluite nella raccolta Stella variabile del 1981.